# Xiong’er Shan
Xiong'er Shan (熊耳山) ist ein Gebirge in Zaozhuang im Süden der chinesischen Provinz Shandong. 
Es liegt in der Gemeinde Beizhuang des Stadtbezirks Shanting und ist über Tengzhou zu erreichen.
Das Gebirge ist ein Ausläufer des Mengshan-Gebirges (蒙山) mit Erdschichten aus dem frühen und mittleren Kambrium, „die hauptsächlich aus Karbonatgesteinen der marinen Fazies und teilweise aus Sandschiefersteinen und Sandsteinen bestehen“.
Die Stätte des durch das Erdbeben von Shandong 1668 entstandenen Senkungsgrabens (Zaozhuang Xiong'er Shan bengta kailie dizhen yizhi) steht seit 2006 auf der Liste chinesischer Erdbeben-Naturdenkmäler.
Das Gebirge ist namensgebend für den Staatlichen Geopark Xiong'ershan—Baodugu in Zaozhuang (枣庄熊耳山—抱犊崮国家地质公园).